# Пловдивска синагога
„Цион“ е синагога в град Пловдив. Заедно със Софийската са двете действащи синагоги в България.

## История
Според археологически изследвания синагога в града е имало по време на управлението на император Александър Север в първата половина на 3 в. Тя е била реконстуирана няколко пъти, като последната е от началото на 5 в. През 1493 г. евреи емигрират от Арагон в Пловдив и построяват синагогата, наречена „К. К. Арагон“, която съществува до 1540 г.
След Освобождението, през 1886 – 1887 г. започва изграждането на съвременната синагога в Пловдив. Тя е построена в малък двор на големия за онова време еврейския квартал Орта-Мезар. Тя се намира на улица Цар Калоян 13. През 1922 г. храмът е разширен. Преди Втората световна война еврейският квартал е с население около 7000 души.
През 1998 г., по повод 50-годишнината от създаването на Израел и 55-годишнината от спасяването на българските евреи, в синагогата са поставени паметни плочи с имената на Патриарх Кирил и депутата Димитър Пешев. На 10 март 1998 г. и на близкия площад е открит може би единственият в света Паметник на благодарността – във вид на ритуален рог – шофар, използван в съботните служби, и надпис на български, иврит и английски език. Автор е пловдивският скулптор Атанас Карадечев. В периода 1998 – 2003 г. е извършена пълна външна и вътрешна реставрация на сградата и оформяне на двора.

## Украса
Синагогата е един от най-добре запазените примери за така наречените „синагоги в османски стил“ на Балканите. Интериорът е украсен с полилей от луксозно венецианско стъкло, което виси в центъра на тавана, който е с богато изписан купол. Всички повърхности са украсени със сложни геометрични рисунки в яркозелено и синьо, в мавритански стил.

## Общност
Еврейската религиозна общност в България е малобройна и през 1994 г. синагогата е била затворена. Общността преживява възраждане  и през 2003 г. синагогата е възстановена. На откриването ѝ присъстват кметът на града, както и американският и израелският посланик в България. Средства за възстановяването ѝ са плучени от комисия на САЩ за опазване на американското наследство в чужбина (26 000 щатски долара) и
Лондонската благотворителна фондация Ханадив.

## Фото галерия
- Detail of the dome